# Један дан
Један дан је југословенски филм из 1977. године. Режирао га је Бранко Плеша, а сценарио је писала Весна Јанковић.

## Улоге
| Глумац             | Улога     |
| ------------------ | --------- |
| Светлана Бојковић  |           |
| Карло Булић        |           |
| Вука Дунђеровић    |           |
| Милан Гутовић      |           |
| Маја Милатовић     |           |
| Горан Плеша        |           |
| Ивана Жигон        |           |
| Станимир Аврамовић | Службеник |